# Zadlabací zámek

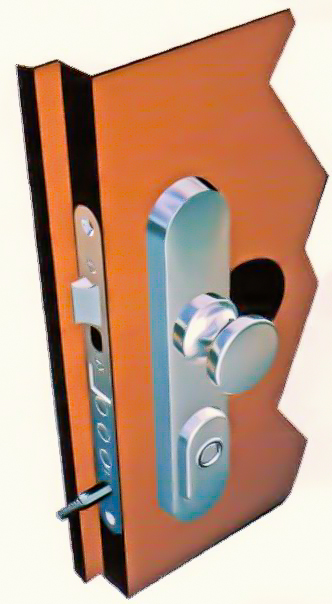
Zadlabací zámek

Zadlabací zámek je druh zámku, který je celý zapuštěn dovnitř křídla dveří. Na rozdíl od starších a často jednodušších nasazených zámků, které lze z jedné strany odmontovat i bez odemčení, zadlabací zámek se v zamčeném stavu nedá odmontovat vůbec. Jeho montáž je ovšem obtížnější a náročnější, jednak proto, že se musí do dveří zapustit, jednak se musí zajistit i průchod klíče a kliky na obě strany dveří.
Moderní zámky jsou z velké většiny zadlabací, zámek vstupních dveří bytu nebo domu mívá z vnější strany místo kliky knoflík ("kouli") a bývá opatřen bezpečnostní cylindrickou vložkou. Zámek vstupních dveří nájemních domů bývá vybaven elektromagnetickým otvíráním ("bzučákem"), aby obyvatelé nemuseli kvůli každé návštěvě běhat do přízemí. Spojovací dveře mezi místnostmi v bytě mohou být opatřeny pouze klikou, případně zadlabacím zámkem bez bezpečnostní vložky.
Zámky na nábytku, na truhlách a skříních, bývají také zadlabací, ovšem jednodušší a často bez bezpečnostních vložek.